# Jean de Madre
Jean Pierre Marie Joseph de Madre, Comte de Loos (Meudon, Alts del Sena, 17 de setembre de 1862 - París, 2 de gener de 1934) va ser un jugador de polo francès que va competir a cavall del segle xix i el segle xx.
El 1900 va prendre part en els Jocs Olímpics de París, on guanyà la medalla de plata en la competició de polo com a integrant de l'equip BLO Polo Club Rugby. En aquest equip també hi competien Frederick Freake, Walter Buckmaster i Walter McCreery.